# NV Водолея
NV Водолея (лат. NV Aquarii), HD 214615 — тройная звезда в созвездии Водолея на расстоянии приблизительно 121 световых лет (около 37 парсеков) от Солнца. Видимая звёздная величина звезды — от +7,76m до +7,74m.

## Характеристики
Первый компонент — жёлтый или оранжевый карлик, вращающаяся переменная звезда типа BY Дракона (BY) спектрального класса G8/K0V или K0. Радиус — около 0,82 солнечного, светимость — около 0,508 солнечной. Эффективная температура — около 5392 К.
Второй компонент — жёлтый или оранжевый карлик спектрального класса G9Vk: или K0. Радиус — около 0,78 солнечного, светимость — около 0,491 солнечной. Эффективная температура — около 5457 К. Удалён на 3,6 угловых секунды.
Третий компонент удалён на 98,2 угловых секунды.